# Srettha Thavisin
Srettha Thavisin (thai: เศรษฐา ทวีสิน) – kælenavn Nit (thai: นิด, dansk: Lille) – født den 15. februar 1963, er en thailandsk tidligere ejendomsudvikler og administrerende direktør for Sansiri Pcl, nuværende politiker og var nationens 30. premierminister, fra 23. august 2023 til 14. august 2024, hvor han blev afsat af Forfatningsdomstolen.
Srettha er medlem af Pheu Thai Party og var en af partiets premierministerkandidater ved parlamentsvalget i 2023. Han er fortrolig med både Thaksin Shinawatra og Yingluck Shinawatra, begge tidligere premierministre i Thailand. Han anses som værende en pro-demokrati og pro-reform politiker.

## Tidligt liv og uddannelse
Srettha Thavisin blev født den 15. februar 1963 i Bangkok, Thailand, som den eneste søn af kaptajn Amnuay Thawsin og Chodchoi Jutrakul, en kinesisk-thailandsk forretningsfamilie. Han er i familie med fem kineser-thailandske forretningsfamilier: Yip in Tsoi, hakkapak, Jutrakul, Lamsam og Buranasiri.
Srettha gik på Prasarnmit Demonstration School før han rejste til USA for at fortsætte i gymnasium (high scool). Derefter opnåede han en bachelorgrad i økonomi fra University of Massachusetts og en mastergrad i Business Administration and Finance (dansk: Forretningsadministration og økonomi) fra Claremont Graduate School i Californien.

## Forretnings karriere
Srettha startede sin karriere i 1986 som assisterende produktchef i Thailand-afdelingen af Procter & Gamble. I 1990 grundlagde han sammen med nogle fætre et firma, Sansamran Co. Ltd., som senere blev børsnoteret og navneændret til Sansiri Pcl og til sidst voksede til en af landets største ejendomsudviklere.
Under Sretthas ledelse ekspanderede Sansiri nationalt og internationalt, og etablerede sig som et kendt navn på ejendomsmarkedet. Srettha grundlagde tillige et datterselskab af Sansiri Group, MQDC (Magnolia Quality Development Corporation), som er dedikeret til at udvikle bæredygtige ejendomme med minimal påvirkning af miljøet.
Srettha havde stillingen som administrerende direktør (CEO) for Sansiri indtil han trådte tilbage i april 2023, for at forfølge sin politiske karriere. I den forbindelse overdrog Srettha sine aktier i ialt 13 selskaber til en række andre parter, herunder sin datter. Alene de overførte aktier i Sansiri var 1,2 milliarder baht (cirka 240 millioner kroner) værd.

## Politisk karriere
Under den politiske krise 2013-2014 var Srettha i opposition til Folkets Demokratiske Reformkomité (en reformgruppe mod Thaksin Shinawatras indflydelse i thailandsk politik). Efter militærkuppet i 2014 blev han tvunget til at rapportere til National Council for Peace and Order (dansk: Det Nationale Råd for Fred og Orden). I oktober 2022 meddelte han, at han ville søge medlemskab af Pheu Thai-partiet. I april 2023 trak han sig tilbage fra ledelsen af Sansiri Pcl. Den 1. marts blev Srettha udnævnt som chefrådgiver for Paethongtarn Shinawatra (Thaksins datter) og leder af Pheu Thai-familien.
Ved parlamentsvalget i 2023 stillede han op som en af Pheu Thais tre premierministerkandidater. I meningsmålinger lå han dog jævnligt bag en anden Pheu Thai-kandidat, Paethongtarn, som den foretrukne premierminister. I midten af april holdt han en tale, hvori han sagde, at Pheu Thai ikke ville danne en koalition med Palang Pracharath og United Thai Nation, på grund af disse to partiers deltagelse i general Prayut Chan-ochas militærkup-regering.
Han deltog i valgkampen med fokus på at vinde støtte gennem økonomisk politik, som er et vigtigt argument for Pheu Thai-partiet, der blandt andet i valgkampen lovede digitale tegnebøger til en værdi af 10.000 baht til personer på 16 år og derover. Et forsøg på at stimulere økonomisk udvikling i lokalsamfundene.
Efter valgets vinder, Move Forward Party, med 151 pladser i Folkets Hus opgav at få premierministerposten ved 2. afstemning den 17. juli, fik det næststørste parti Pheu Thai, med 141 sæder, mulighed for at danne regering. Srettha var den mest oplagte af Pheu Thais kandidater. Han blev den 22. august valgt af parlamentet som Thailands 30. premierminister med 482 stemmer for, 165 imod og 81, der undlod at stemme. Mange af de senatorer, der stemte på Srettha, var udpeget af post-kup-juntaen ledet af afgående premierminister, general Prayut Chan-o-cha.
Efter sin kongelige godkendelse som premierminister den 23. august, lovede Srettha at kæmpe mod ulighed (Thailand har stor ulighed, Gini-koefficienten var 36,4 i 2018). Han har foreslået, at reduktion af ulighed skal være en national dagsorden for at indsnævre sociale- og indkomstforskelle.
Den 14. august 2024 afsatte Forfatningsdomstolen Srettha fra posten som premierminister. Domstolen udtalte i sin kendelse, at han manglede integritet til at varetage den øverste regeringspost på grund af hans beslutning om, at udnævne en ukvalificeret person, Pichit Cheunban, som minister for premierministerkontoret i hans regeringsrokade den 27. april, på trods af at Srettha vidste, at den udnævnte var diskvalificeret til stillingen, da han tidligere vhavde været fængslet i 2008 for korruption.

## Politiske standpunkter
Srettha betragtes som en repræsentant for liberale politiske ideer, men er ikke ekstrem. Han har erfaring med at styre, en bred vision og kan kommunikere tydeligt med offentligheden, herunder den yngre generation. Han understreger vigtigheden af, at løse nationens problemer med økonomisk ulighed og social ulighed.
Srettha er fortrolig med både Thaksin Shinawatra og Yingluck Shinawatra, begge tidligere og nu eksil premierministre, og han anses som en pro-demokrati og pro-reform kandidat. Han deler Shinawatraernes vision om et mere inkluderende og progressivt Thailand, der respekterer menneskerettigheder og demokrati.
Han ønsker at løse de politiske spørgsmål, der har delt Thailand i årtier, såsom monarkiets, militærets og Shinawatra-familiens roller. Han mener, at dialog og kompromis er nødvendig for at opnå national forsoning og stabilitet. Han er dog i øjeblikket imod at ændre lèse-majesté-loven, selvom hans syn på dette ser ud til at have ændret sig (juli 2023). Med Pita Limjaroenrats afvisning som premierminister, på trods af at have vundet valget, hvilket primært skyldtes hans støtte til at ændre lèse-majesté-lovene, er forholdene omkring majestætsfornærmelse et stort problem.
Han støtter overordnet pro-demokrati og pro-reform bevægelsen, der har protesteret mod den afgående militærstøttede regering og krævet forfatningsændringer. Han er dog mere moderat end Pita og modstander af de mest ekstreme demonstranter, der har opfordret til monarki-reform. Hans fokus er på økonomi og økonomiske reformer, for at skabe bedre lighed.
Han slår til lyd for et mere decentraliseret og deltagende styresystem, hvor lokalsamfund har mere autonomi og magt til, at styre deres egne anliggender. Han ønsker tillige at fremme social velfærd og miljøbeskyttelse.
I oktober 2023 sagde Srettha, at han ikke blot ønsker, at folk skal se ham som en premierminister, men som en forretningsmand: »Jeg er sælger. Jeg skal sælge Thailands fantastiske produkter og opbygge investorernes tillid. Det er min pligt og mission som nummer et sælger i landet.«

### Sretthas ønskeliste som premierminister
Akademikere og forretningsfolk mener, at den ny regering hurtigt må træffe foranstaltninger for at stimulere økonomien, ved at tilføre budgetmidler i systemet. De er enige om, at populistiske politikker kan bruges til at kickstarte vækst, men advarer også mod at tage lån eller bruge "fremtidige penge" til at finansiere sådanne politikker. Avisen Bangkok Post opgjorde Srethhas "ønskeliste" til:
1. Udarbejdelse af "en folkeforfatning".
2. Den digitale tegnebog på 10.000 baht (læs mere i Parlamentsvalget i Thailand 2023).
3. En minimumsindkomst på 20.000 baht (cirka 4.000 kroner) om måneden per husstand.
4. En mindsteløn på 600 baht (cirka 120 kroner) pr. dag indenfor fire år.
5. En månedsløn på 25.000 baht (cirka 5.000 kroner) for kandidater med en bachelorgrad.
6. En flad pris på 20 baht (cirka 4 kroner) for elektriske tog (bybanetog).
7. Militærreform, hvor værnepligt erstattes med frivillig rekruttering.
8. Bekæmpelse af hovedårsagen til PM2.5-luftforurening.
9. Sikre at Thailand har et "kraftigt" pas, der gør det muligt for en indehaver at rejse overalt i verden.
10. Sikring af LGBTQ-rettigheder.
11. Adgang til lægehjælp i hele landet via et enkelt ID-kort.
12. Gratis HPV-vaccination til piger i alderen 9-11 år.
13. Administrering af ordningen med "én elev, én tablet".
14. Bygning af læringscentre, der er modelleret efter Thailands Crteative & Design Center og TK Park i hver provins.
15. Brug af blockchain til at sikre gennemsigtighed i den statslige sektor.

## Thaksin Shinawatras indflydelse
Ingen var fuldstændig sikre på, at Srettha praktisk talt var fri for Thaksin Shinawatras påståede indflydelse, som han angiveligt har haft over alle betydningsfulde Pheu Thai-medlemmer. Thaksins søster, afsatte premierminister Yingluck Shinawatra, havde angiveligt presset på for at udnævne Sretta, som Pheu Thais premierminister-kandidat. Srettha fik de afgørende ja-stemmer fra senatorerne. Ikke desto mindre kunne Thaksin, som de facto Pheu Thai-boss havde deltaget i magtspil og fordelt ministerposter blandt koalitionspartnere, bogstaveligt talt fra sin hospitalsseng – trods indsat i fængsel – og vil sandsynligvis forsøge, at holde den nyudnævnte premierminister under kontrol, ifølge ifølge jura lektor Prinya Thaewanarumitkul ved Thammasat University. Thaksin bogstaveligt talt fjernstyrede sin partileder, Bhumtham Wechayachai, og havde angiveligt indgået et kompromis med tidligere premierminister Prayut Chan-o-cha, som afsatte hans søster ved militærkuppet i 2014.
Sretthas udøvende beføjelser vil sandsynligvis ikke kun kunne udfordres af parlamentsmedlemmer i oppositionsblokken, men også på koalitionssiden, herunder Pheu Thai-medlemmer, efter at alle nuværende senatorer har afsluttet deres femårige periode i maj 2024. Srettha fik ikke kun støtte fra koalitionens parlamentsmedlemmer, men også de fleste af senatorerne, som alle var blevet håndplukket af Palang Pracharath-lederen, general Prawit Wongsuwan og de facto Ruam Thai Sang Chart-boss, general Prayut Chan-o-cha. Uden støtte fra de nuværende senatorer, kan Sretthas premiersminister post sandsynligvis blive usikker og ustabil, foranlediget af pres både udefra og indefra af Pheu Thai-lejren under indflydelse af Thaksin, som vil blive prøveløsladt omkring slutningen af 2023.
Forhenværende premierminister (1992-1995 og 1997-2001) og formand for Repræsentanternes Hus, Chuan Leekpai fra Demokraterne, advarede den 12. september Srettha mod, at agere ligesom Thaksin. Chuan, der er kendt for sine lejlighedstaler, sammenlignelige med en "barberkniv belagt med honning", sagde til Srettha: »Mit råd til premierministeren er, at du aldrig skal gå over linjen, ellers kan du få dig en fængselsdom, som måske blot får dig til at flygte til et fremmed land for en forseelse, som kan være begået på et hvilket som helst tidspunkt.« Chuan havde tidligere draget Shinawatra-familien til ansvar over påstået uredelighed i embedet og sluttede sig til Bangkoks gadeprotester mod Yingluck Shinawatra-regeringen, som kulminerede med militærkuppet i 2014. Yingluck er kendt som værende personligt forbundet med Srettha, og der spekuleres i, at hun ligesom Thaksin vender tilbage fra selvalgt eksil i udlandet. Chuan sagde tillige, at han ikke støttede Srettha som premierminister, fordi han kommer fra et parti, der har diskrimineret sydlige befolkninger.
Efter gentagen kritisk tweetede Sretta den 5. november på X, at han praktisk talt ikke er "ingen marionet", som ellers kunne blive trukket rundt af den de facto, Pheu Thai-boss/"sygelige" dømte eller ethvert medlem af Shinawatra-familien. Den 29. april 2024 blev der imidlertid publiceret en regeringsrokade, hovedsageligt foranlediget af Pheu Thai-lederen, Thaksin Shinawatra. Rokaden medførte, at betydelige ministerposter blev omfordelt, hvort fire ministre forlod regeringen og seks nye kom til. Srettha måtte afhændede finansminister-posten til tidligere formand for den thailandske børs, Pichai Chunhavajira.

## Personligt liv
Srettha har været gift med sundhedsspecialist, doktor Parkpilai Thavisin, siden 1989. Parkpilai, der er specialist i anti aldrings medicin, arbejder på VitalLife, et vitalitets- og wellnesscenter, på Bumrungrad Hospital i Bangkok. Sammen har de har tre børn, to sønner og en datter.
Deres ældste søn tog en bachelorgrad fra Oxford University og en mastergrad fra Harvard Business School. Deres anden søn dimitterede fra Stanford University. Deres yngste barn og eneste datter er uddannet fra Columbia University, Barnard College.
Srettha er foldboldfan og har bidraget med at udvikle yngre spillere gennem Sansiri Academy siden 2006, som giver gratis træning til unge mennesker. En af projektets deltagere er den thailandske landsholdsspiller Chanathip Songkrasin.